# Bittium anembatum
Bittium anembatum is een slakkensoort uit de familie van de Cerithiidae. De wetenschappelijke naam van de soort is voor het eerst geldig gepubliceerd in 1904 door Melvill als Cerithiopsis anembatum.